# El Arbi Hababi
El Arbi Hababi (Khouribga, 12 agosto 1967) è un ex calciatore marocchino, di ruolo centrocampista.